# Lathrotriccus
Lathrotriccus és un gènere d'ocells de la família dels tirànids (Tyrannidae). Agrupa dues espècies natives d'Amèrica del Sud i Petites Antilles les àrees de distribució dels quals es troben entre el nord del continent i Trinitat i Tobago fins al nord de l'Argentina i l'Uruguai. Als seus membres se'ls coneix pel nom comú de mosquer.

## Característiques
Les espècies d'aquest gènere són de mida petita, mesurant entre 13 i 13,5 cm de longitud, tenen semblances amb els del gènere Empidonax que habiten en el sotabosc, on romanen inconspicus a no ser per les vocalitzacions.

## Etimologia
El nom genèric Lathrotriccus es compon de les paraules del grec antic «lathraios, lathrios» que significa “secret”, i «τρικκος» («trikkos») un petit ocell no identificat; en ornitologia, «triccus» significa «atrapamosques tirà».

## Taxonomia
Els amplis estudis genètic-moleculars realitzats per Tello et al. (2009) van descobrir una quantitat de relacions noves dins de la família Tyrannidae que encara no estan reflectides en la majoria de les classificacions. Seguint aquests estudis, Ohlson et al. (2013) van proposar dividir Tyrannidae en cinc famílies. Segons l'ordenament proposat, Lathrotriccus roman en Tyrannidae, en una subfamília Fluvicolinae (Swainson, 1832-33), en una tribu Contopini (Fitzpatrick, 2004) al costat de Ochthornis, Cnemotriccus, Aphanotriccus, Mitrephanes, Sayornis, Empidonax, Contopus i, provisionalment, Xenotriccus.
Segons la Classificació del Congrés Ornitològic Internacional (versió 14.2, 2024) aquest gènere està format per dues espècies:
- Lathrotriccus euleri - mosquer d'Euler.
- Lathrotriccus griseipectus - mosquer pitgrís.